# Odo (Star Trek)
Odo es un personaje ficticio de Star Trek: Deep Space Nine en el universo de Star Trek interpretado por el actor Rene Auberjonois, Es el jefe de seguridad de la estación espacial Espacio Profundo 9.

## Biografía

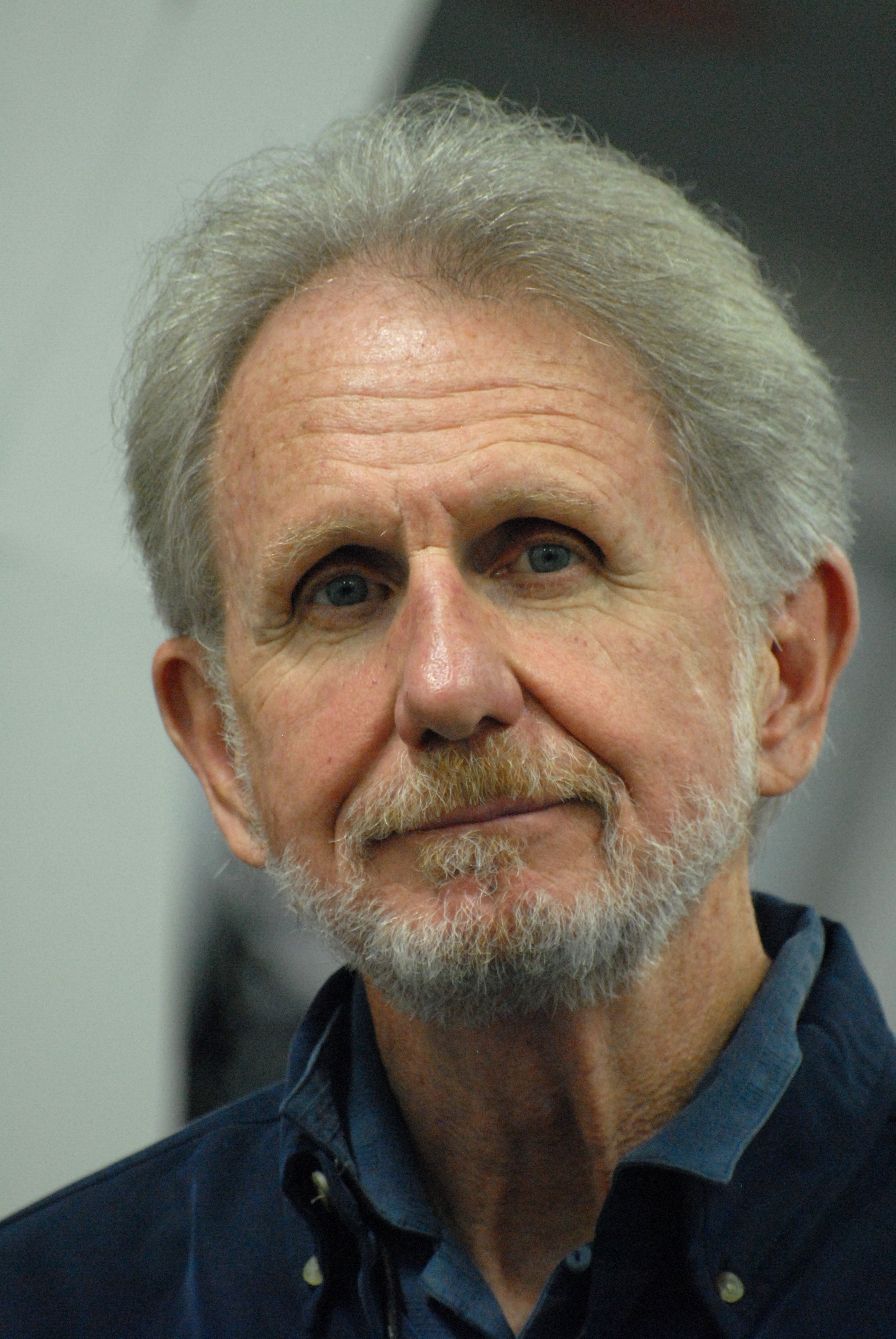
Rene Auberjonois es el actor que interpreta a Odo.

Toma el cargo trabajando para el gobierno provisional de los bajoranos y la Federación Unida de Planetas el 2369.
Odo es un cambiante, miembro de los Fundadores que habitan en el Cuadrante Gamma y estos son miembros del Dominio. Fue descubierto cuando era un niño en el Cinturón de Denoris, cerca del planeta Bajor, pero cuando fue rescatado no tenía ni idea de donde venía ni de que era. Cuando fue descubierto en 2358, era una masa demasiado uniforme. Después de permanecer por mucho tiempo en el laboratorio del Instituto Bajorano de Ciencias, toma la apariencia del científico Mora Pel, a quien toma como una figura paternal. Toma su nombre de la palabra bajorana "odo'ital" que significa "muestra desconocida".
Llega a Espacio Profundo 9 el 2365 y es nombrado agente árbitro con los bajoranos. Después de un año, Gul Dukat le encomienda la solución de un asesinato en la estación. Kira Nerys fue sospechosa en este caso. Gul Dukat queda impresionado por la labor de Odo y lo nombra jefe de Seguridad.
Mantiene su forma humana cuando trabaja en la estación, pero vuelve a su natural forma viscosa, cada 18 horas.
Tiene gran respeto por todas las formas de vida y no quiere traer armas. No necesita comer, aunque una vez probó de hacerlo pero desistió de la idea puesto que no podía sentir los gustos. Pero simula casi a la perfección el acto de tomar bebidas, reabsorbiendo el aparente líquido. A veces, va con Miles O'Brien a practicar Kayak en una simulación holográfica.
Confiesa por primera vez sus temores y dramas a Lwaxana Troi, la madre de la consejera Deanna Troi el 2369, cuando quedan encerrados en el ascensor, y Lwaxana también le confiesa que utilizaba peluca.
Empieza por estos tiempos sus primeros acercamientos románticos con Kira Nerys, pero no los concreta hasta más tarde. Pero, a pesar de esto, rechaza sus sentimientos y se casa con Lwaxana en 2372, este casamiento fue por conveniencia puesto que Odo la ayuda a escapar de su anterior esposo Jeyal.
Tiene un romance fugaz con una mujer llamada Arissa que visita la estación.
Busca desesperadamente conocer sus orígenes y durante años supone que es único en su especie. En 2371 Odo encuentra a sus parientes en un planeta del Cuadrante Gama dentro de la Nebulosa de Omarion, allí se entera de que es miembro de los Fundadores del Dominio. Estos, para conocer más de la galaxia, mandaron a 100 niños a recorrerla y pusieron en su código genético el deseo de volver a su hogar. Odo era uno de estos niños. Vuelve pero rechaza quedarse al Grande Vínculo por las atrocidades que cometían y la xenofobia que mostraban hacia los sólidos. 
Odo es jefe de seguridad por mucho tiempo, pero no ha tenido la necesidad de disparar un arma o de matar a un ser vivo, puesto que aborrece las prácticas humanas violentas. Pero, a pesar de sus ideas, él mata accidentalmente a un miembro fundador que se hace pasar por el embajador Krajensky, a bordo del USS Defiant, que intentó causar una guerra entre la Federación y otro pueblo. Un año después Odo es juzgado por ese crimen en el Gran Vínculo (el planeta natal de los cambiantes). Por ese crimen lo hacen humano. Más tarde, sin embargo, vuelve a ser cambiante fusionándose con una cambiante bebé, que fue encontrada en el cuadrante alfa, y que era uno de esos 100 niños.
Tiene una relación inesperada con Kira Nerys. Ayuda a la federación en su lucha con el Dominio, convenciendo a una fundadora que rinda sus ejércitos Jem'Hadar y Breen. Logra adaptarse a las relaciones humanoides, y participa del programa holográfico de Vic Fontaine.
Abandona la estación para irse finalmente con sus hermanos cambiantes porque es el único que puede curarlos de un virus, dejando atrás a su amor y a la estación que tantas satisfacciones le ha dado.